# Lac Waldo
Pour les articles homonymes, voir Waldo.
Le lac Waldo est un lac de la Chaîne des Cascades, dans l'Oregon (États-Unis).
En 1979 le lac a reçu environ 10 000 visiteurs, et depuis 1989 ce nombre a augmenté jusqu'à 32 000 par an.